# Jeżyna krwista
Jeżyna krwista (Rubus creticus Tourn. ex L.) – gatunek rośliny wieloletniej z rodziny różowatych (Rosaceae). Na naturalnych stanowiskach występuje w południowo-wschodniej Azji, w południowo-wschodniej Europie (Półwysep Bałkański, Ukraina i południowa Rosja) oraz w północno-wschodniej Afryce.

## Morfologia

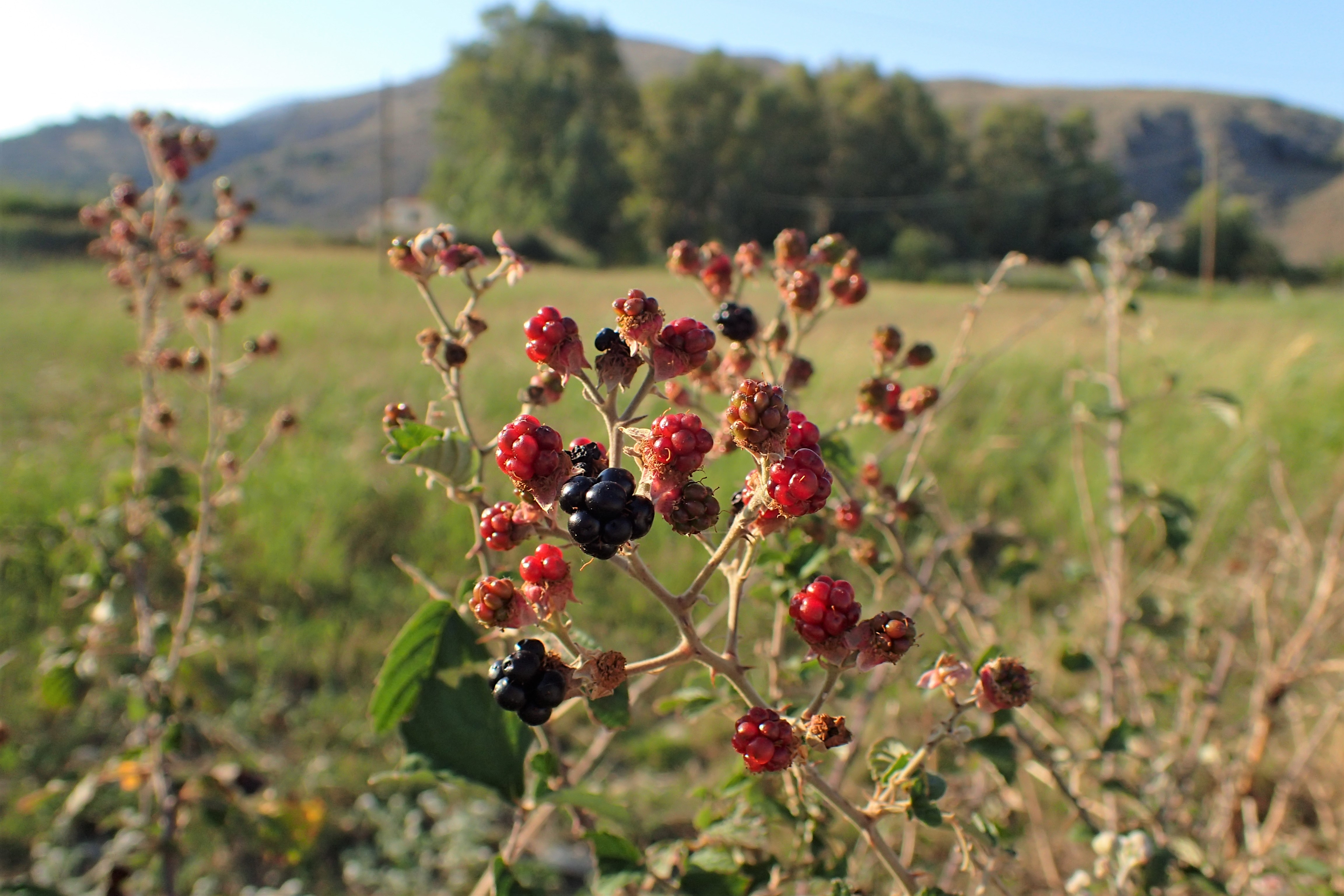
Owoce

Krzew tworzący wyprostowane, rozgałęziające się pędy o długości do 4,5 m. Pędy uzbrojone są haczykowatymi kolcami. Liście pierzaste o listkach z ząbkowanymi brzegami. Kwiaty 5-płatkowe, o barwie od białej przez różowawą do lekko fioletowej. Owoc pozorny, w czasie dojrzewania stopniowo zmieniający barwę z zielonej na czerwoną i czarną.

## Biologia i ekologia
Rośnie na siedliskach wilgotnych w górskich lasach, w zaroślach, półpustyniach, na nadmorskich wydmach Morza Kaspijskiego. Kwitnie od kwietnia do września, owocuje nawet do grudnia.

## Udział w kulturze
- Znawcy roślin biblijnych są przekonani, że greckie słowo batos użyte w tekście Ewangelii Łukasza 6,44 oznacza jeżynę ciernistą. Rośliny tej prawdopodobnie dotyczą także  cytaty z Księgi Przysłów (22,5) i Księgi Rodzaju (3,17-19) oraz 2 Księgi Samuela 23,6-7[6].
- Zakonnicy z Klasztoru Świętej Katarzyny u podnóża góry Synaj twierdzą, że w obrębie ich klasztoru rośnie krzew gorejący. Jest to krzak jeżyny krwistej. N.H. Moldenke, A.L. Moldenke (botanicy, znawcy roślin biblijnych) stanowczo wykluczają taką możliwość, żeby jeżyna krwista mogła być krzewem gorejącym. Roślina ta rośnie bowiem nad brzegami rzek, podczas gdy krzew gorejący pojawił się na pustyni. Ponadto jest nieprawdopodobne, by jeżyna krwista zmyliła Mojżesza[6].